# 한자경
한자경은 대한민국의 철학자이다.

## 학력
- 이화여자대학교 철학과 학사
- 이화여자대학교 대학원
- 프라이부르크대학교대학원 칸트철학 박사
- 동국대학교 대학원 불교학과 석사
- 동국대학교 대학원 불교철학 박사

## 경력
- 계명대학교 철학과 교수
- 이화여자대학교 인문과학부 철학전공 교수

## 저서
- 《한국철학의 맥》. 이화여자대학교출판부. 2008년. ISBN 9788973007943
- 《대승기신론 강해》. 불광출판사. 2013년. ISBN 9788974790387
- 《헤겔 정신현상학의 이해》. 서광사. 2009년.